# Ігіткін (острів)

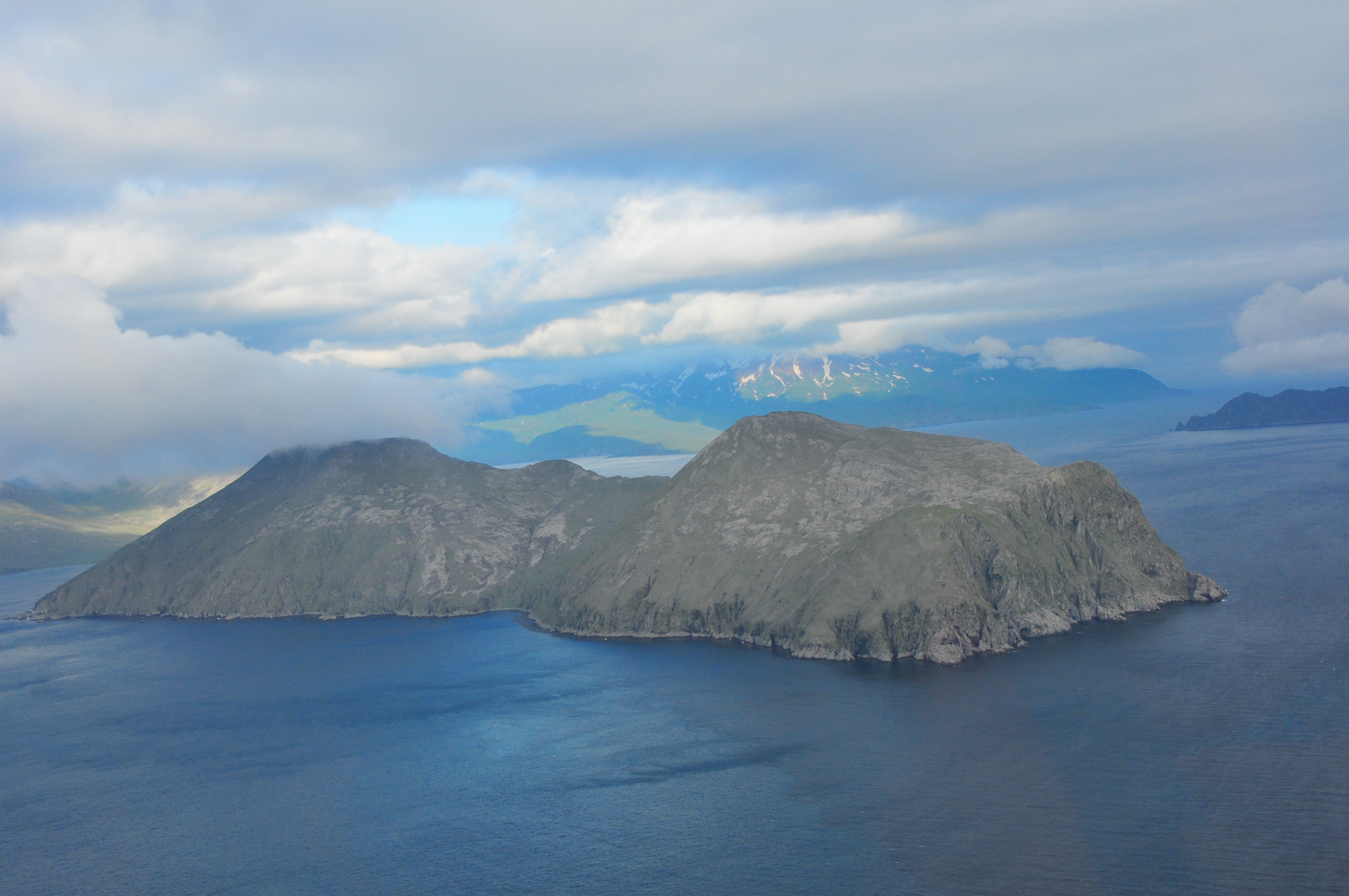
Острів Ігіткін. На задньому плані видно острів Великий Сіткін.

Острів Ігіткін (алеут. Igitxix̂;рос. Игиткин остров) — невеликий острів (розміри 3,8 на 11 км), розташований між островами Адак і Атка серед інших малих островів. Острів належить до Андреянівських островів Алеутських островів Аляски.